# Liste des cardinaux créés par Étienne IX
Le pape Étienne IX (1057-1058)  a créé 13 cardinaux dans 1 consistoire.

## 1058
- Pierre Damien, O.S.B.Cam.
- Uberto Poggi
- Bruno
- Bonifazio
- Pietro Alberini, O.S.B.Cas.
- Benedetto
- Giovanni
- Giovanni
- Ugobaldo degli Obizi
- Pietro
- Riccardo
- Albéric du Mont-Cassin
- Giovanni

## Source
- Mirandas sur fiu.edu